# Vrapčište
Vrapčište (en macédonien : Врапчиште  ; en albanais : Vrapçishti) est une commune du nord-ouest de la Macédoine du Nord. Elle comptait 19 842 habitants en 2021 et s'étend sur 157,98 km2. Elle est majoritairement peuplée d'Albanais.
Son territoire est limitrophe de ceux des communes macédoniennes de Bogovinje, Brvenica et Gostivar ainsi que du Kosovo. La commune se trouve dans la plaine du Haut-Polog, sur le cours du Vardar et au pied des monts Šar qui la séparent du Kosovo à l'ouest.
La commune compte plusieurs villages en plus de son siège administratif, Vrapčište : Vranovtsi, Galaté, Gradets, Goryané, Dobri Dol, Ǵourǵévichté, Zoubovtsé, Kalichté, Lomnitsa, Negotino, Novo Selo, Pojarané, Senokos et Toplitsa.

## Démographie
Lors du recensement de 2002, la commune comptait :
- Albanais : 21 101 (83,1 %)
- Turcs : 3 134 (12,3 %)
- Macédoniens : 1 041 (4,1 %)
- Autres : 123 (0,5 %)